# Fábri Pál (evangélikus lelkész)
Fábri Pál (Balogrussó, 1752. március 24. – Győr, 1829. május 11.) evangélikus lelkész.

## Élete
Fabri Gergely evangélikus püspök fia volt. Középiskoláit Eperjesen és Debrecenben végezte; azután az altdorfi egyetemre ment, hol teológussá képezte magát. Tanulmányainak végeztével egy ideig a Szirmay- és Szulovszky családoknál volt nevelő, 1785-ben tokaji lelkész; de már a következő évben a győri evangélikus egyház hivta meg őt papjának, mely hivatalát 45 évig viselte; kétszer is jelölték őt püspöknek, de mind a kétszer, csupa szerénységből, vonakodott a jelöltséget elfogadni.

## Munkái
Gyászos verseket mondott Institoris Mossóczy Mihály temetésén Pozsonyban 1803. október 7-én, melyek azon alkalomból kiadott Justo viro című gyászbeszédek gyűjteménye végén olvashatók.